# Татински рејон
Татински рејон или Татински улус (рус. Таттинский район) је један од 34 рејона Републике Јакутије у Руској Федерацији. Налази се у централном дијелу Јакутије и заузима територију од 18.984 км². 
Административни центар рејона је насеље Итик-Кујол (рус. Ытык-Кюёль).
Укупан број становника је 15.458 (2010).
Већину становништва чине Јакута (95%). Главна привреда у рејону је пољопривреду и то узгој говеда, те производња меса и млијечних производа. Узгаја се кромпир, поврће и крмно биље. Површина пољопривредног земљишта је 86,2 хектара.